# Philodromus krausi
Philodromus krausi är en spindelart som beskrevs av Muster och Thaler 2004. Philodromus krausi ingår i släktet Philodromus och familjen snabblöparspindlar.
Artens utbredningsområde är Turkiet. Inga underarter finns listade i Catalogue of Life.